# Ташкопрузаде
Ташкопрузаде Ахмет (طاشكبري احمد); или Ахмед ибн Мустафа ибн Калил Ташкубризадах (احمد بن مصطفى بن خليل طاشكبري) (1494- 1561) био је османски историчар-хроничар који је живео за време владавине Сулејмана Величанственог и био је познат по стварању огромне Сулејманове биографије.

## Биографија
Породица је била позната под називом 'Ташкопулулер' јер је Ахметов деда био професор у медреси Музаферије Хајредина Халила у Ташкопру. Првобитно образовање стекао од оца и стрица Кемаледина Касима, у Анкари и Бурси, а студије је завршио у Истанбулу. Именован је у медресу Оруџ Паша у Диметоки 1525. године, а затим у медресу Хаџи Хусеинзаде у Истанбулу. Касније је радио као професор у разним медресама у Скопљу и Једрену. Именован је кадијом (судијом) Бурсе 1545. и Истанбула 1551. Проблем са видом довео је до превременог повлачења из јавне службе 1554, али је наставио да ради на објављивању својих дела.

## Радови
- Shaqāʾiq al-Nuʿmāniyya fī ʿUlemāʾal-Dawla al-ʿUthmāniyya (الشقائق النعمانية في علماء الدولة العثمانية)
- Şaka'ikü'n-Nu'maniye fi-Ulemai'd-Devletü'l-Osmaniye (Turkish ed.)
- Miftāḥ al-Saʿāda wa-miṣbāḥ al-Siyādah (مفتاح السعادة ومصباح السيادة)
- Miftâhü’s-Sa‘âde (Arabic), or Misbâh-üs-Siyâde fî Mevduât-ul-Ulûm, (Arabic)
- Mevzuat ül-Ulum (موضوعات العلوم), or Mevḍuʿât-ül-Ulûm (Turkish ed.),
- Al-Risālah fī al-Qaḍāʼ wa-al-Qadar (رسالة في القضاء والقدر)
- Osmanlı bilginleri (Istanbul, 2007)
- Nawādir al-Akhbār fī Manāqib al-Akhyār